# Integralfassung
|  | Dieser Artikel wurde aufgrund von inhaltlichen Mängeln auf der Qualitätssicherungsseite des Portals Medienwissenschaft eingetragen. Dies geschieht, um die Qualität der Artikel aus den Themengebieten Journalismus, Medien- und Kommunikationswissenschaften auf ein akzeptables Niveau zu bringen. Hilf mit, den Artikel zu verbessern, und beteilige dich an der Diskussion! |

Als Integralfassung (englisch integral version) wird die Schnittfassung eines Films bezeichnet, in die alles verfügbare, in zuvor veröffentlichten Fassungen fehlende Material eingebaut (integriert) wurde. Dieses neu eingefügte Material kann in Hinblick auf Qualität, und insbesondere was vorhandene Tonspuren betrifft, vom Material der zuvor veröffentlichten Fassung (Kinofassung, im Fernsehen ausgestrahlte Fassung, zensierte Fassung) abweichen. Oft fehlt zum Beispiel eine Synchronspur. 